# James Ransone
James Finley Ransone III (Baltimora, 2 giugno 1979) è un attore statunitense.

## Biografia
È noto per i suoi ruoli come Ziggy Sobotka nella seconda stagione della serie drammatica sulla criminalità The Wire, Josh Ray Person nella miniserie drammatica di guerra Generation Kill, The Deputy nei film horror soprannaturali Sinister (2012) e Sinister 2 (2015), e l'adulto Eddie Kaspbrak in It - Capitolo due.

## Filmografia

### Cinema
- The American Astronaut, regia di Cory McAbee (2001)
- Ken Park, regia di Larry Clark, Edward Lachman (2002)
- Nola, regia di Alan Hruska (2003)
- A Dirty Shame, regia di John Waters (2004)
- Downtown: A Street Tale, regia di Rafal Zielinski (2004)
- Malachance, regia di Gerardo Naranjo (2004)
- The Good Humor Man, regia di Tenney Fairchild (2005)
- Inside Man, regia di Spike Lee (2006)
- Puccini for Beginners, regia di Maria Maggenti (2006)
- Che la fine abbia inizio (Prom Night), regia di Nelson McCormick (2008)
- The Perfect Age of Rock 'n' Roll, regia di Scott D. Rosenbaum (2009)
- The Next Three Days, regia di Paul Haggis (2010)
- The Lie, regia di Joshua Leonard (2011)
- The Son of No One, regia di Dito Montiel (2011)
- Red Hook Summer, regia di Spike Lee (2012)
- Starlet, regia di Sean Baker (2012)
- Sinister, regia di Scott Derrickson (2012)
- Broken City, regia di Allen Hughes (2013)
- Empire State, regia di Dito Montiel (2013)
- Oldboy, regia di Spike Lee (2013)
- Electric Slide, regia di Tristan Patterson (2014)
- Kristy, regia di Oliver Blackburn (2014)
- Cymbeline, regia di Michael Almereyda (2014)
- Tangerine, regia di Sean Baker (2015)
- The Timber, regia di Anthony O'Brien (2015)
- Bloomin Mud Shuffle, regia di Frank V. Ross (2015)
- Sinister 2, regia di Ciaran Foy (2015)
- Mr. Right, regia di Paco Cabezas (2015)
- Fun Size Horror: Volume Two, regia di Zeke Pinheiro, Stephen Boyer, Ned Ehrbar, Karen Gillan, Vivian Lin, Michael May, Mark Alan Miller, Taylor Phillips, Patrick Rea, Andrew Wesman, Peter Chun Mao Wu	(2015)
- Nella valle della violenza (In a Valley of Violence), regia di Ti West (2016)
- L.A. Times, regia di Michelle Morgan (2017)
- The Clapper, regia di Dito Montiel (2017)
- Gemini, regia di Aaron Katz (2017)
- Write When You Get Work, regia di Stacy Cochran (2018)
- Family Blood, regia di Sonny Mallhi (2018)
- Captive State, regia di Rupert Wyatt (2019)
- It - Capitolo due (It: Chapter Two), regia di Andrés Muschietti (2019)
- Black Phone (The Black Phone), regia di Scott Derrickson (2021)

### Televisione
- Ed - serie TV, 1 episodio (2002)
- Squadra emergenza (Third Watch) - serie TV, 2 episodi (2002)
- The Wire - serie TV, 12 episodi (2003)
- CSI - Scena del crimine (CSI: Crime Scene Investigation) - serie TV, 1 episodio (2005)
- Love Monkey - serie TV, 1 episodio (2006)
- Law & Order - I due volti della giustizia (Law & Order) - serie TV, 2 episodi (2001-2006)
- Jericho - serie TV, 1 episodio (2006)
- Generation Kill - miniserie TV (2008)
- Burn Notice - Duro a morire (Burn Notice) - serie TV, 1 episodio (2010)
- Hawaii Five-0 - serie TV, 1 episodio (2011)
- How to Make It in America - serie TV, 7 episodi (2010-2011)
- Treme - serie TV, 10 episodi (2011-2012)
- Low Winter Sun - serie TV, 10 episodi (2013)
- Bosch - serie TV, 7 episodi (2016)
- Mosaic - miniserie TV (2017-2018)
- The First - serie TV (2018)

## Doppiatori italiani
Nelle versioni in italiano delle opere in cui ha recitato, James Ransone è stato doppiato da:
- Nanni Baldini in The Wire, Generation Kill, Black Phone
- Emiliano Coltorti in Ken Park, Nella valle della violenza
- Simone D'Andrea in Sinister, Sinister 2
- Alessandro Quarta in CSI - Scena del crimine
- Daniele Raffaeli in Burn Notice - Duro a morire
- Alessandro Messina in The Next Three Days
- Alessandro Rigotti in Hawaii Five-0
- Alessio Nissolino in How to Make It in America
- Vittorio Guerrieri in The Son of No One
- Andrea Mete in Low Winter Sun
- Stefano Crescentini in Inside Man
- Fabrizio Manfredi in Oldboy
- Marco Vivio in Kristy
- Francesco Pezzulli in Mosaic
- Alessandro Serafini in Bosch
- Gianfranco Miranda in Captive State
- Stefano Brusa in It - Capitolo due
- Tony Sansone in Che la fine abbia inizio